# Opteron
Opteron reprezintă linia de procesoare cu destinație pentru servere a companiei AMD, și a fost primul procesor care a implementat setul de instrucțiuni AMD64 (cunoscut pe larg ca x86-64). Acest procesor a fost lansat pe piață pe data de 22 aprilie 2003, cu intenția de completa piața de produse pentru servere. Procesoarele bazate pe microarhitectura AMD K10 (codename Barcelona) au fost lansate pe data de 10 septembrie 2007 oferind noi soluții cu 4 nuclee.

## Descriere tehnică
Procesorul AMD Opteron oferă două capabilități importante într-o singură matriță.
- executarea nativă a aplicațiilor pe 32 de biți fără degradări de viteză.
- executarea nativă a aplicațiilor pe 64 de biți.

Prima capabilitate este notabilă deoarece la momentul lansării a acestui procesor unicul procesor cu arhitectura de 64 de biți pe piață care avea compatibilitate cu aplicațiile de 32 biți a fost Intel Itanium dar care executa aceste aplicații cu degradări de viteză. A doua capabilitate de la sine este mai puțin remarcantă, ca toți celalți producători RISC (Reduced Instruction Set Computing) ca de exemplu Sun SPARC, DEC Alpha, HP PA-RISC, IBM POWER, SGI MIPS, etc care au avut implementări pe 64 de biți de mai mulți ani. Prin combinarea acestor două capabilități, Opteron câștigat recunoașterea pentru abilitatea sa de a rula majoritatea aplicațiilor x86 din punct de vedere economic, în timp ce, simultan, oferind un upgrade la rularea aplicațiilor pe 64-biți.
Procesorul Opteron dispune de un controlor de memorie DDR SDRAM/DDR 2 SDRAM integrat. Acest lucru reduce timpul de acces la memoria operativă și elimină necesitatea de a avea o punte de nord (en:northbridge) separată.